# Etulo jezik
Etulo jezik (ISO 639-3: utr; eturo, turumawa, utur), nigersko-kongoanski jezik uže skupine idomoid, kojim govori 10 000 ljudi (1988 R. Shain) u nigerijskim državama Benue (LGA Gboko) i Taraba (LGA Wukari).
Jezik etulo čini posebnu podskupinu etulo-idoma jezika.

## Vanjske poveznice
- Ethnologue (14th)
- Ethnologue (15th)